# فردریکس گلدمن جونز
فردریکس گلدمن جونز (انگلیسی: Fredericks Goldman Jones) نام یک گروه موسیقی سه‌نفره متشکل از ژان-ژاک گلدمن، کارول فردریکس و مایکل جونز بود که در سال ۱۹۹۰ میلادی پایه‌گذاری شد و تا سال ۱۹۹۶ به فعالیت خود ادامه داد.
این گروه موسیقی ۲ آلبوم بسیار موفق به نام‌های «فردریکس گلدمن جونز» (۱۹۹۰) و «سرخ» (۱۹۹۳) منتشر کردند و مشهورترین ترانه‌شان «تقدیم به همه فرصت‌های ازدست‌رفته ما» (۱۹۹۱) نام دارد.
از سایر ترانه‌های مشهور این گروه، می‌توان به «زادهٔ ۱۹۱۷ در لایدن‌اشتات»، «بلافاصله بعد» و «شب» اشاره نمود.
پس از جدایی دوستانه‌شان، این سه هنرمند هر یک به‌طور جداگانه به فعالیت‌های هنری‌شان ادامه دادند و در عین حال، دوستان صمیمی و نزدیکی برای یکدیگر باقی ماندند.

## تک‌آهنگ‌ها
| سال  | تک‌آهنگ                              | بالاترین رتبه                   | گواهینامه | نام آلبوم              |
| سال  | تک‌آهنگ                              | سندیکای ملی انتشارات صوتی‌تصویری | گواهینامه | نام آلبوم              |
| ---- | ----------------------------------- | ------------------------------- | --------- | ---------------------- |
| ۱۹۹۰ | «شب»                                | ۶                               |           | فردریکس گلدمن جونز     |
| ۱۹۹۱ | «تقدیم به همه فرصت‌های ازدست‌رفته ما» | ۲                               |           | فردریکس گلدمن جونز     |
| ۱۹۹۱ | «این شانس توست»                     | ۱۶                              |           | فردریکس گلدمن جونز     |
| ۱۹۹۱ | «زاده ۱۹۱۷ در لایدن‌اشتات»           | ۱۱                              |           | فردریکس گلدمن جونز     |
| ۱۹۹۱ | «این عشق نیست»                      | ۱۱                              |           | فردریکس گلدمن جونز     |
| ۱۹۹۲ | «یک، دو، سه»                        | ۸                               |           | فردریکس گلدمن جونز     |
| ۱۹۹۲ | «دلم برات تنگ شده»                  | ۱۲                              |           | فردریکس گلدمن جونز     |
| ۱۹۹۲ | «یک نشونه کافیه» [زنده]             | ۱۴                              |           | روی صحنه               |
| ۱۹۹۲ | «از فردا شروع می‌کنم» [زنده]         | –                               |           | روی صحنه               |
| ۱۹۹۳ | «سرخ»                               | ۱۸                              |           | سرخ                    |
| ۱۹۹۴ | «بلافاصله بعد»                      | ۳۲                              |           | سرخ                    |
| ۱۹۹۴ | «زندگی‌ها»                           | –                               |           | سرخ                    |
| ۱۹۹۵ | «چشمانت را ببند»                    | ۳۳                              |           | سرخ                    |
| ۱۹۹۵ | «تو نه» [زنده]                      | –                               |           | از نیو مورنینگ تا زنیت |
| ۲۰۰۰ | «ترس‌ها»                             | –                               |           | چندگانه‌ها ۹۰/۹۶        |